# Запис орах на Шумици (Забрега)
Запис орах на Шумици (Забрега) се налази на парцели чији је власник Општина Параћин.

## Локација
| Општина             | Параћин                                                          |
| Катастарска општина | Забрега                                                          |
| Потес               | Шумица                                                           |
| Координате          | 43° 55′ 25″ С; 21° 30′ 29″ И / 43.9236° С; 21.507999999999999° И |
| Надморска висина    | 268m                                                             |

## Карактеристике
Дендрометријске вредности утврђене на терену и сателитским снимцима:
| Стабло                     | Орах |
| Висина стабла              | m    |
| Обим дебла                 | m    |
| Пречник крошње             | 9m   |
| Пречник дебла              | m    |
| Висина дебла до прве гране | m    |

## База записа
Запис је у оквиру Викимедија пројекта "Запис - Свето дрво" заведен под редним бројем 1036.